# Telamonia sikkimensis
Telamonia sikkimensis is een spinnensoort in de taxonomische indeling van de springspinnen (Salticidae).
Het dier behoort tot het geslacht Telamonia. De wetenschappelijke naam van de soort werd voor het eerst geldig gepubliceerd in 1967 door Benoy Krishna Tikader.